# Turistická značená trasa 0019
 Turistická značená trasa 0019 je červeně vyznačená 11,5 kilometrů dlouhá pěší trasa Klubu českých turistů vedená ze Slivence do Chýnice.

## Popis trasy
Trasa vede západním a jihozápadním směrem. Podejde Pražský okruh D0 a od řeporyjské rozvodny se vydá k přírodní památce Zmrzlík. Projde kolem mramorového lomu a přírodní památky Cikánka a kolem zámku Cikánka. Přírodní rezervací Radotínské údolí s několika bývalými mlýny dojde do Chýnice, kde končí.
U Slivence vede část trasy společně s Naučnou stezkou Sliveneckého mramoru.
| Km   | Místo         | Navazující a křižující trasy | Nadm. výška |
| ---- | ------------- | ---------------------------- | ----------- |
| 0    | Slivenec      | 1011                         | 341 m       |
| 2    | Pražský okruh |                              | 350 m       |
| 5    | Maškův mlýn   |                              |             |
| 7    | Kalinův mlýn  | 1026                         | 290 m       |
| 9    | Choteč        |                              |             |
| 11,5 | Chýnice       |                              |             |

## Zajímavá místa
- Zmrzlík (přírodní památka)
- Cikánka I - národní přírodní památka
- Cikánka II - přírodní památka
- Radotínské údolí - přírodní rezervace
- muzeum ve mlýně U Veselých
- Kostel svaté Kateřiny Alexandrijské
- Hradiště Choteč (Na zámkách), archeologické naleziště

## Veřejná doprava
Cesta začíná ve Slivenci u zastávky MHD. Prochází kolem zastávky autobusů Maškův mlýn a končí poblíž zastávky PID v Chýnici.